# Региони на Япония
Регионите на Япония не са официални административни единици, но традиционно се използват за регионалното деление на страната. Япония се дели на 8 региона. Страната има 8 върховни съдилища, но тяхната юрисдикция не отговаря на регионите по-долу.
Регионите от север на юг са:
- Хокайдо (обхваща остров Хокайдо и близките острови, най-голям град Сапоро)
- Тохоку (северен Хоншу, най-голям град Сендай)
- Канто (източен Хоншу, най-големи градове Токио и Йокохама)
- Чубу (централен Хоншу, включва и планината Фуджи), понякога регионът е разделян на:
  - Хокурику (северозападен Чубу, най-голям град Казанава)
  - Кошинецу (североизточен Чубу; най-големи градове Ниигата и Нагано)
  - Токай (южно Чубу)
- Кансай (западен централен Хоншу, най-големи градове: Осака, Кобе и Киото)
- Чугоку (западен Хоншу, най-големи градове Хирошима и Окаяма)
- Шикоку (остров, най-големи градове Мацуяма и Такамацу)
- Кюшу (остров, най-големи градове: Фукуока и Кумамото), който включва
  - Острови Рюкю и пефектура Окинава

Във всеки регион влизат по няколко префектури, освен в Хокайдо, в който влиза само префектура Хокайдо.